# Список памятников Орла
В списке представлены памятники, бюсты, скульптурные группы, увековечивающие память о людях и событиях страны и города Орла. Все эти монументы установлены в послевоенный период. Первые памятные знаки в Орле относятся к концу XIX — началу XX века. Это памятник орловскому губернатору графу Н. В. Левашову на Левашовой (ныне Пролетарской) горе (1898 г.) и бюсты И. С. Тургенева (1903 г.), В. И. Ленина и Карла Маркса (1920 г.). Памятников дореволюционного и довоенного периодов в городе не сохранилось. В список не включены произведения монументального искусства (монументальные скульптуры и мемориальные ансамбли, памятники, посвящённые Великой Отечественной войне, витражи и др.), а также памятники истории, культуры, архитектуры, памятные знаки и доски.

## Памятники, бюсты
| Название                                                                  | Местонахождение                                                                                     | Год открытия | Авторы                                                                                  | Краткое описание | Фото |
| ------------------------------------------------------------------------- | --------------------------------------------------------------------------------------------------- | ------------ | --------------------------------------------------------------------------------------- | --- | ---- |
| Памятник А. И. Бабухину                                                   | Улица Октябрьская, у входа в здание Медицинского института Орловского государственного университета | 2001         | Автор проекта скульптор Д. А. Юнаковский                                                | Первый в России памятник русскому гистологу, физиологу и эмбриологу, основателю московской гистологической школы Александру Ивановичу Бабухину, уроженцу Орловской губернии. |      |
| Памятник И. Х. Баграмяну                                                  | Сквер Танкистов                                                                                     | 2016         | Архитектор В. Вермишан, скульптор Алексей Рывкин                                        | Бронзовая фигура маршала И. Х. Баграмяна в полный рост на гранитном постаменте установлена в мемориальном сквере Танкистов. |      |
| Памятник И. А. Бунину                                                     | Улица Пролетарская Гора                                                                             | 1995         | Скульптор В. М. Клыков, архитектор Р. И. Семерджиев                                     | Бронзовый монумент русского писателя, лауреата Нобелевской премии по литературе И. А. Бунина. На постаменте надпись: «Бунину Ивану Алексеевичу». |      |
| Памятник И. А. Бунину                                                     | Сквер библиотеки имени И. А. Бунина                                                                 | 1992         | Скульптор О. А. Уваров                                                                  | Бюст высечен из белого мрамора. На постаменте надпись: «Моя Отчизна, я вернулся к ней, усталый от скитаний одиноких, и понял красоту в её печали и счастие — в печальной красоте». |      |
| Памятник А. В. Горбатову                                                  | Бульвар Победы                                                                                      | 1983         | Скульптор В. А. Чухаркин, архитектор В. И. Филин                                        | Бюст Героя Советского Союза, командующего 3-й армией, освобождающей Орловщину от фашистских оккупантов, генерала А. В. Горбатова был установлен в центральной части бульвара Победы. Бюст выполнен из розового гранита и установлен на гранитном постаменте. |      |
| Памятник А. М. Горькому                                                   | Улица Матвеева, у школы № 36                                                                        |              |                                                                                         | Памятник А. М. Горькому находится в Советском районе Орла. Памятник представляет собой сидящую на постаменте фигуру писателя. |      |
| Памятник А. М. Горькому                                                   | Пересечение улиц Горького и 7 Ноября                                                                | 1971         | Скульптор И. И. Гущин                                                                   | В 1971 году стела из декоративного бетона с барельефом из меди русского советского писателя Максима Горького и изображением буревестника была установлена на улице Горького у пересечения её с ул. Тургенева, а в 2001 перенесена на пересечение её с улицей 7 Ноября. |      |
| Памятник Ивану Грозному                                                   | Набережная рек Оки и Орлика около Богоявленского собора                                             | 2016         | Автор проекта Олег Молчанов, скульптор Андрей Следков                                   | Первый в истории России памятник царю Ивану Грозному — основателю Орловской крепости. |      |
| Памятник Л. Н. Гуртьеву                                                   | Сквер им. Гуртьева                                                                                  | 1954         | Архитектор Я. Б. Белопольский, скульптор Е. В. Вучетич                                  | Бронзовая статуя генерал-майора Л. Н. Гуртьева в полный рост установлена на постаменте из красного гранита. |      |
| Памятник Ф. Э. Дзержинскому                                               | Пересечение улиц Полесской и Салтыкова-Щедрина, рядом со зданием УФСБ по Орловской области          | 1987         | Скульптор Михаил Баянович Смирнов                                                       | Рядом со зданием УФСБ на низком гранитном постаменте нога на ногу расслабленно восседал, располагающий к беседе бронзовый революционер-чекист Дзержинский. 19 июня 2017 года памятник Феликсу Дзержинскому сняли с постамента и увезли на реставрацию. 1 августа того же года обновленный памятник установили на место. |      |
| Памятник А. П. Ермолову                                                   | Сквер им. Ермолова                                                                                  | 2012         | Скульптор Равиль Рафкатович Юсупов                                                      | Конная статуя генерала Ермолова — героя Отечественной войны 1812 года высотой почти 10 м установлена на центральной площади рядом с Михаило-Архангельским собором. |      |
| Памятник С. А. Есенину                                                    | Пересечение улиц Комсомольской и Розы Люксембург — Университетская площадь                          | 2001         | Скульптор В. П. Басарев, архитектор Б. Е. Ермолов                                       | Памятник был открыт 22 октября 2001 года в память об орловских страницах биографии Есенина. Лицо поэта смотрит на то место, где стоял дом его жены З. Н. Райх, в котором он бывал много раз. |      |
| Памятник В. С. Калинникову.                                               | Улица Первая Посадская. Сквер им. Калинникова, рядом с детской музыкальной школой № 1               | 2009         | Скульптор Леонид Бугай, Архитектор Владимир Блинов                                      | Памятник русскому композитору В. С. Калинникову, родившемуся в Орловской губернии. |      |
| Памятник В. И. Ленину                                                     | Площадь им. Ленина перед Домом Советов                                                              | 1949         | Архитекторы Б. В. Антипов и Л. Г. Голубовский, скульптор Н. В. Томский                  | Памятник В. И. Ленину — создателю первого в мировой истории социалистического государства установлен на главной площади города. |      |
| Памятник Н. С. Лескову                                                    | Берег реки Орлик рядом с Михаило-Архангельским (Успенским) собором                                  | 1981         | Архитекторы А. В. Степанов и В. А. Петербуржцев, скульпторы Ю. Г. Орехов и Ю. Ю. Орехов | Памятник русскому писателю уроженцу Орловской губернии Николаю Семёновичу Лескову в окружении пяти бронзовых скульптурных фигур — героев его литературных произведений. |      |
| Памятник М. В. Ломоносову                                                 | Улица Салтыкова-Щедрина. Небольшой сквер перед школой № 1 им. Ломоносова                            | 1980         | Скульптор Б. Д. Бологов (выпускник школы № 1), архитектор Г. Т. Ракитин                 | Бюст русского учёного М. В. Ломоносова выполнен из тонированного гипса и установлен на бетонном пьедестале |      |
| Памятник М. Г. Медведеву                                                  | Улица Московская. Перед машиностроительным заводом им. Медведева                                    | 1961         | Скульптор С. И. Фокин, архитектор С. И. Фёдоров                                         | Памятник из красного гранита командиру Первого Орловского Коммунистического полка М. Г. Медведеву, созданного для защиты города от белогвардейцев, установлен перед заводом, носящим его имя. |      |
| Памятник С. А. Муромцеву                                                  | Площадь Ленина. Рядом со зданием Областной администрации                                            | 2010         | Скульптор Дмитрий Викторович Басарев                                                    | Бронзовый бюст русского правоведа, политического деятеля, председателя Первой Государственной думы Российской империи Сергея Андреевича Муромцева был открыт 21 октября 2010 года на центральной площади города. |      |
| Памятник Н. В. Парахину                                                   | На площади перед главным корпусом Орловского государственного аграрного университета (ОГАУ)         | 2018         | Скульптор Алексей Рывкин                                                                | Памятник учёному-агроному, академику РАН, бывшему ректору ОГАУ Николаю Васильевичу Парахину был открыт 20 июня 2018 года. |      |
| Памятник Н. Н. Поликарпову                                                | Улица Московская, в сквере им. Поликарпова, около кинотеатра «Родина»                               | 1958         | Архитектор Г. А. Захаров, скульптор Г. И. Кепинов                                       | Скульптура авиаконструктора Николая Николаевича Поликарпова установлена на пьедестале из розового и чёрного гранита, на котором высечены слова: «Николай Николаевич Поликарпов. 1892—1944. Авиаконструктор, Герой Социалистического Труда». |      |
| Памятник А. С. Пушкину                                                    | Улица Комсомольская, в сквере около Польского корпуса ОГУ. Карта                                    | 1999         | Автор орловский скульптор В. Ф. Михеев                                                  | В мае 1829 года Пушкин проездом из Москвы на Кавказ посетил Орёл, заехав повидаться с генералом А. П. Ермоловым. Памятник был открыт в честь 200-летия со дня рождения А. С. Пушкина. Бронзовый бюст поэта установлен на ионической колонне. |      |
| Памятник князю М. А. Романову                                             | Улица Московская, 29                                                                                | 2016         | Скульптор С. А. Щербаков                                                                | В 1909—1911 годах М. А. Романов являлся командиром 17-го Черниговского гусарского полка в Орле. Скульптура представляет собой бронзовый бюст на гранитной колонне на плинте типа полочки с трапециевидным завершением. Общая высота композиции составляет 2,7 м |      |
| Памятник Серафиму Саровскому                                              | На Богоявленской площади рядом с Богоявленским собором                                              | 2016         | Скульптор Андрей Следков                                                                | Серафим Саровский изображён слегка сгорбленным, в традиционной православной одежде, обращённый лицом к храму. Святейший Патриарх Московский и всея Руси Кирилл в рамках визита на Орловщину освятил памятник преподобному Серафиму. |      |
| Памятник Я. М. Свердлову                                                  | У административного здания локомотивного депо ж/д ст. Орёл                                          | 1967         | Скульптор Б. Д. Бологов                                                                 | Мраморный бюст революционеру-большевику установлен на постаменте из мраморной крошки. |      |
| Памятник И. С. Тургеневу                                                  | Рядом с городским парком культуры и отдыха на «Тургеневском бережке»                                | 1968         | Скульптор Г. П. Бессарабский, архитекторы А. И. Свиридов и В. С. Атанов                 | Памятник русскому писателю, поэту, драматургу, классику русской литературы И. С. Тургеневу установлен на вершине склона берега реки Оки. |      |
| Памятник И. С. Тургеневу                                                  | Литературный парк Дворянское гнездо                                                                 | 1968         | Скульптор Г. П. Бессарабский                                                            | Бюст из серого гранита установлен в год 150-летия со дня рождения писателя. |      |
| Памятник Тургеневу (-охотнику)                                            | В сквере между 1-й и 2-й платформой на ж/д вокзале                                                  | 1958         | Художник, скульптор Л. И. Курнаков                                                      | Памятник писателю-орловцу и одному из самых знаменитых в своё время охотников России изготовлен из белого бетона, мраморной крошки и серого полированного гранита. |      |
| Памятник А. А. Фету                                                       | Улица Салтыкова-Щедрина, около Дома писателей                                                       | 1997         | Автор проекта скульптор Н. А. Иванов                                                    | На гранитном постаменте установлен поясной бюст из бронзы поэту, как сказал П. И. Чайковский поэту-музыканту, Афанасию Фету. |      |
| Памятник В. И. Образцову                                                  | Бульвар Победы                                                                                      | 2018         | Архитектор Андрей Следков, эскизный проект Д. В. Басарева                               | На постаменте из красного гранита установлен бронзовый бюст разведчика 1262-го стрелкового полка 380-й стрелковой дивизии, водрузившего Победное Красное знамя на доме № 5 площади Мира в день освобождения города Орла от немецко-фашистских оккупантов 5 августа 1943 года. Напротив установлен памятник боевому товарищу — Ивану Санько. |      |
| Памятник И. Д. Санько                                                     | Бульвар Победы                                                                                      | 2018         | Архитектор Андрей Следков, эскизный проект Д. В. Басарева                               | На постаменте из красного гранита установлен бронзовый бюст разведчика 1262 стрелкового полка 380 стрелковой дивизии, водрузившего Победное Красное знамя на доме № 5 площади Мира в день освобождения города Орла от немецко-фашистских оккупантов 5 августа 1943 года. Напротив установлен памятник боевому товарищу — Василию Образцову. |      |
| Памятник А. Н. Рязанцеву                                                  | Бульвар Победы                                                                                      | 2020         |                                                                                         | Бронзовый бюст Героя России, командира взвода третьей самоходной артиллерийской батареи 76-й гвардейской воздушно-десантной Черниговской Краснознамённой дивизии А. Н. Рязанцева, погибшему в Чеченской Республике выполняя воинский долг по защите конституционного строя. Был установлен 2 марта 2020 года. |      |
| Памятник А. В. Скворцову                                                  | Бульвар Победы                                                                                      | 2020         |                                                                                         | Бронзовый бюст Героя России, прапорщика милиции А. В. Скворцова, погибшему в Чеченской Республике выполняя воинский долг по защите конституционного строя. Был установлен 2 марта 2020 года. |      |
| Памятник советским воинам на заводе «Дормаш» (Памятник скорбящих матерей) | Территория завода «Дормаш» Кромское шоссе, 3                                                        | 1967         | Скульпторы В. П. Басарев и В. Карпов, архитектор А. Гейдройц                            | В 1966 году на территории завода при рытье котлована был обнаружен старый засыпанный окоп с останками солдат. 3 октября 1941 года здесь во время боя с немецкими танками погиб взвод лейтенанта Попова. Останки были перезахоронены, а рядом поставлен памятник советским воинам и зажжён Вечный огонь. Памятник сделан в виде прямоугольной бетонной плиты из серой гранитной крошки с рельефным изображением трёх скорбящих женщин. Рядом надпись: «Пройдут века, но подвиг ваш не забудут благодарные потомки». |      |

## Скульптурные группы
Памятники-бюсты у входа в здание исторического факультета ОГУ (бывшей Орловской гимназии). Скульптор В. П. Басарёв. Переулок Воскресенский, дом 5.

Писатель Л. Н. Андреев
Арктический исследователь В. А. Русанов
Краевед Г. М. Пясецкий
Государственный деятель П. А. Столыпин
Математик А. П. Киселёв
Религиозный деятель Флавиан (Николай Городецкий)

Бронзовые скульптуры героев литературных произведений писателя Н. С. Лескова, полукольцом расположенные вокруг его памятника.

Косой Левша («Левша»)
Парикмахер Аркадий и его возлюбленная актриса («Тупейный художник»)
Туберозов, Бенефактов, Десницын («Соборяне»)
Иван Флягин («Очарованный странник»)
Катерина Львовна Измайлова («Леди Макбет Мценского уезда»)

Фигуры орловских писателей в Литературном сквере ТМК «Гринн», открытом 23 июня 2011 года.

Л. Н. Андреев
И. А. Бунин
Н. С. Лесков
И. С. Тургенев
А. А. Фет

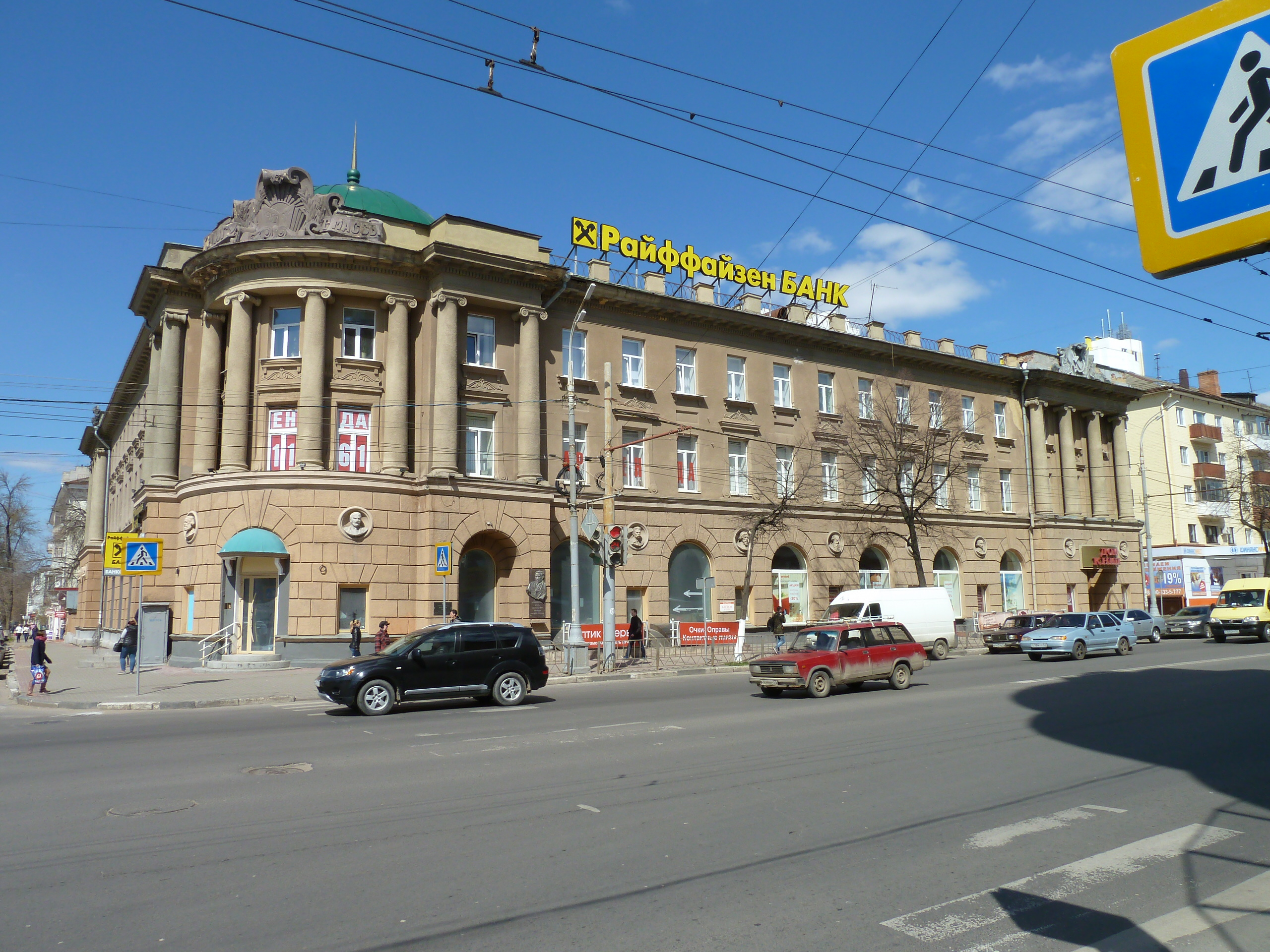
Дом книги

Выносные горельефы-бюсты русских писателей, поэтов, учёных, политических и общественных деятелей, композиторов на фасаде Дома книги (пересечение улиц Московской и Степана Разина) выполнены скульпторами Г. Д. Лавровым и М. Г. Глушенко. 1954 год. Материал тонированный бетон.

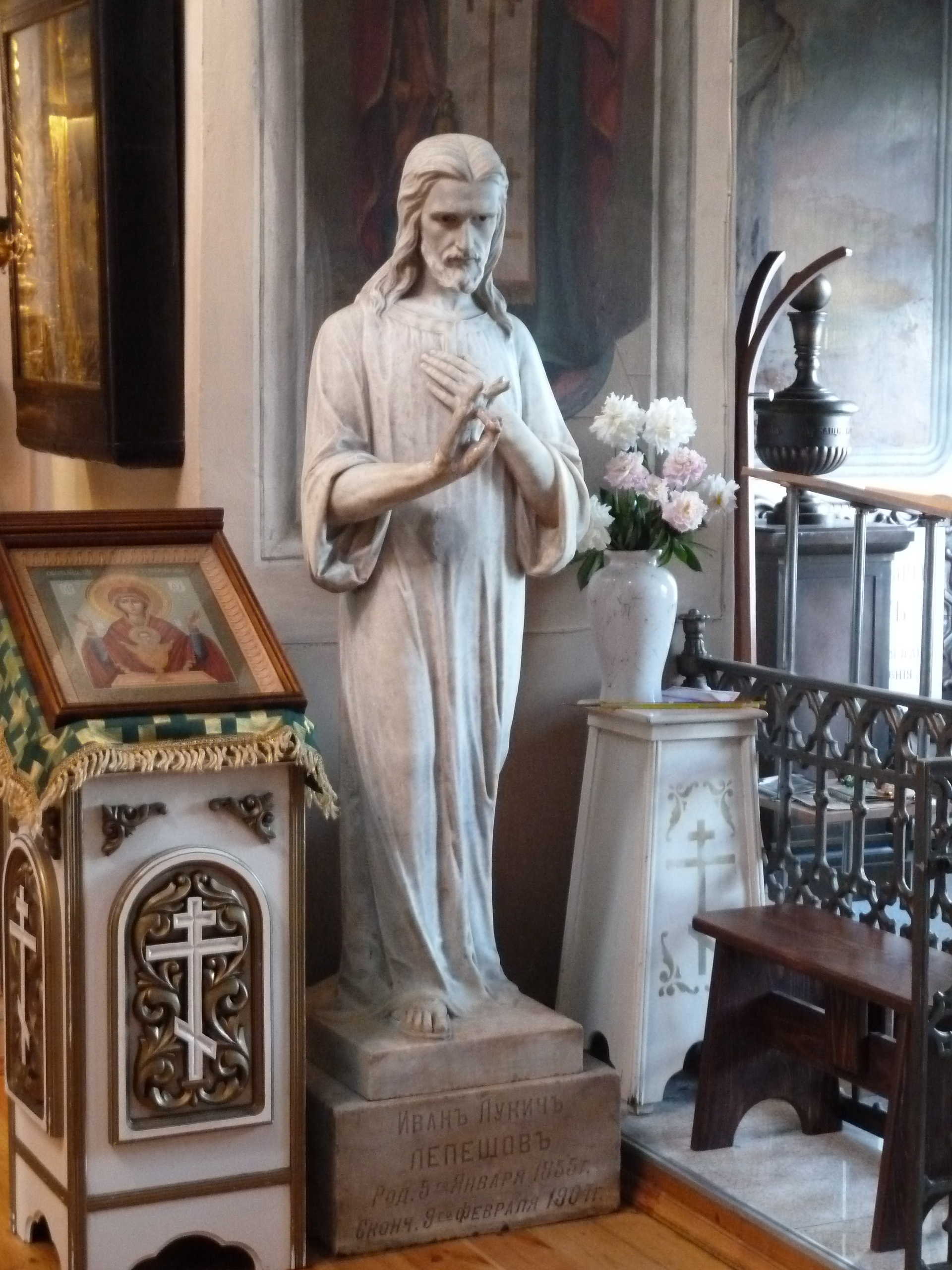
Статуя Иисуса Христа

## Статуя Иисуса Христа

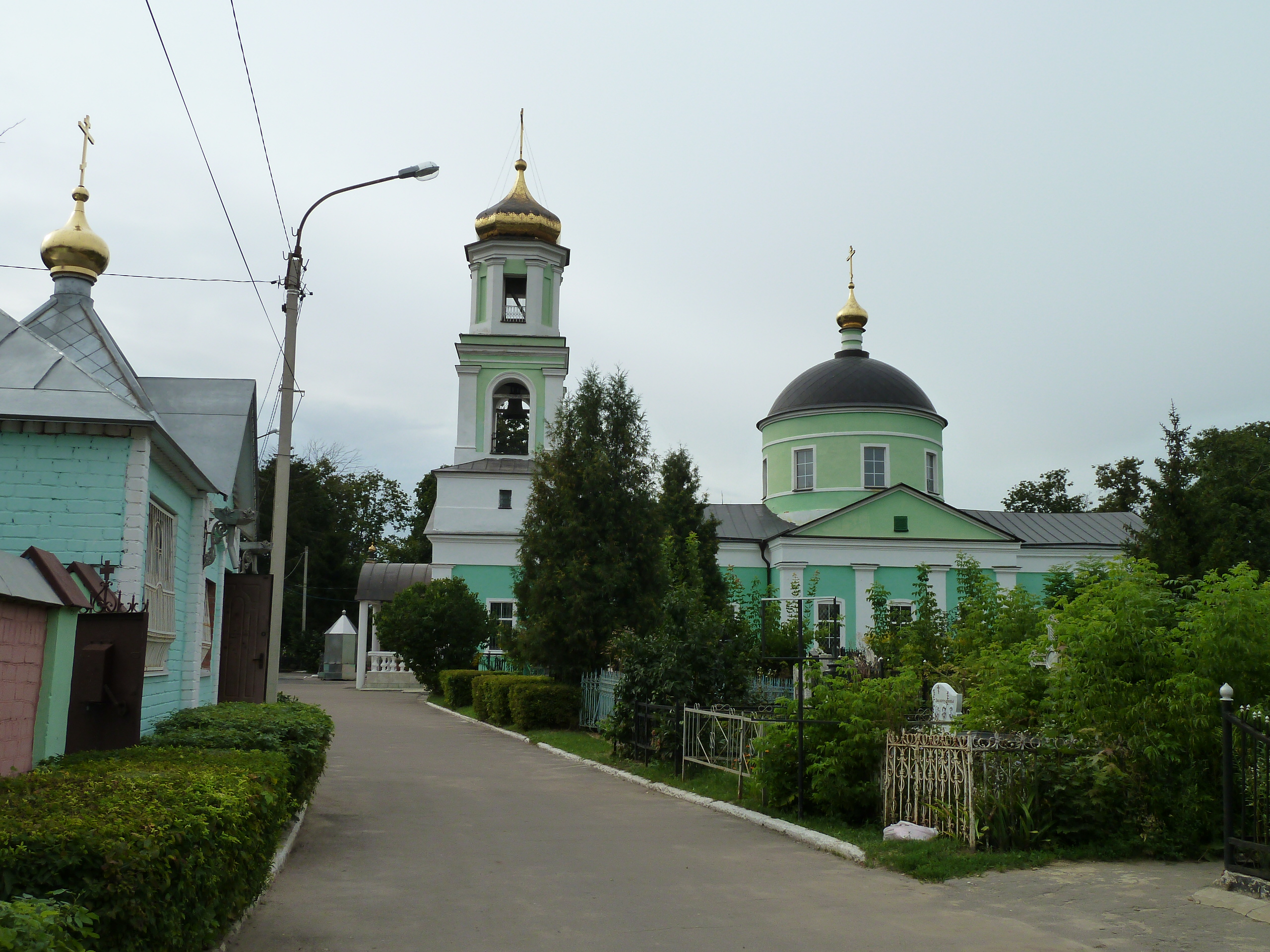
Троицкая церковь

Известный орловский купец 1-й гильдии Иван Лукич Лепешёв на Троицком кладбище построил родовой склеп и под ним усыпальницу. После его смерти потомки возвели мавзолей, главным украшением которого стала мраморная скульптура Христа, возвышающаяся над мавзолеем. Мавзолей был разрушен уже после Великой Отечественной войны, а беломраморная статуя Христа с надгробным камнем купца перенесена в Свято-Троицкий храм. Автор статуи точно неизвестен. Предполагают, что им мог быть скульптор М. М. Антокольский.

## Несохранившиеся памятники
Памятник В. И. Ленину — второй памятник в стране при жизни вождя был открыт 7-го ноября 1920 года у входа на городской бульвар (ныне бульвар перед входом в Парк культуры и отдыха). Работа скульптора Г. Д. Алексеева. Этот довоенный памятник был уничтожен во время Великой Отечественной войны.
Памятник И. В. Сталину был установлен в 1951 году в Железнодорожном районе на Промышленной площади (ныне это площадь и сквер Поликарпова). Мраморная скульптура Сталина во весь рост в фуражке и шинели тридцатых годов была выполнена скульптором Г. В. Неродой. Этим же автором был изготовлен мраморный бюст Сталина, установленный в фойе драмтеатра. Обе работы не сохранились.
Памятник Карлу Марксу (бюст) работы скульптора Г. Д. Алексеева был установлен в 1920 году на одноимённой площади перед зданием, в котором сегодня располагается театр «Свободное пространство». Разрушен в 1941 году во время оккупации города.